# 张庆奎
张庆奎（1924年—），曾用艺名十三红，男，山西临汾人，中国蒲剧表演艺术家，一级演员，曾任中国戏剧家协会理事。